# Lista de cidades de maior altitude por país
Esta é uma lista dos assentamentos de maior altitude por país. Muitos desses são pequenos demais para serem considerados cidades. Somente assentamentos permanentes ocupados o ano inteiro são incluídos. Quando possível, é listado o ponto mais alto no assentamento permanente contíguo, embora altitudes médias ou a elevação de um ponto central também possam ser encontrados.
A elevação de um povoado afeta o arranjo social e físico do lugar. Em muitos casos, o clima frio no inverno indica um estilo particular de casa; o tipo de agricultura praticado e os animais domésticos mantidos lá são limitados; ou o tipo de trabalho executado é especializado.

## As três cidades mais altas, em países soberanos, totalmente reconhecidos
| Posição | País    | Cidade        | Região/estado/província   | Altitude |
| ------- | ------- | ------------- | ------------------------- | -------- |
| 1       | Peru    | La Rinconada  | Puno                      | 5,100m   |
| 2       | China   | Tuiwa         | Regiao Autônoma do Tibete | 5,070m   |
| 3       | Bolívia | Santa Barbara | Potosí                    | 4,770m   |